# غرومان غلف ستريم الأولى
غرومان غلف ستريم الأولى  (بالإنجليزية: Grumman Gulfstream I)‏ وتسمية الشركة (G-159) هي طائرة رجال الأعمال ذات محركين ذات دفع التوربيني . أنتجت عام 2009 في الولايات المتحدة من قبل غرومان. كان أول طيران لها في 14 أغسطس 1958.